# The Vanishing (2018)
The Vanishing is een Britse psychologische thriller uit 2018, geregisseerd door Kristoffer Nyholm. De film speelt zich af op de Flannan Isles, bekend om de mysterieuze verdwijning van drie vuurtorenwachters in 1900.

## Verhaal
De film vertelt het verhaal van de drie vuurtorenwachters Thomas, James en Donald, die zich voorbereiden om de gebruikelijke zes weken dienst te nemen op een klein en afgelegen eiland voor de kust van Schotland. Thomas draagt het bevel, een oudere man die het teken van de dood van zijn vrouw en twee tweelingdochters bij zich draagt. Donald is een jongen op zijn eerste baan, terwijl James een familieman is met twee kinderen, een meisje en een jongen genaamd Charlie. Alles gaat normaal door totdat de drie een kist ontdekken die door een vluchtende schipbreukeling naar het eiland is gebracht.
Geslagen door de schipbreukeling wordt Donald gedwongen hem te doden om zichzelf te verdedigen. Pas later komen de drie erachter dat de kist vol goudstaven zit. Na een aanvankelijke onzekerheid, vanwege de angst dat iemand op zoek gaat naar goud, besluiten de drie het te behouden. Twee mannen arriveren echter op het eiland op zoek naar goud die, niet gelovend in Thomas 'leugens, besluit ze aan te vallen. De drie wachters hebben de overhand, maar James doodt ook per ongeluk een kind dat samen met de twee vijanden op het eiland aankwam.
Deze gebeurtenis zal hem tot waanzin brengen, in feite is hij ervan overtuigd dat Donald alles heeft veroorzaakt, waarbij de schipbreukeling is vermoord. Na een paar dagen delirium, waarin zelfs de twee metgezellen hem niet bij zinnen kunnen krijgen, lijkt hij weer bij zichzelf te zijn gekomen, maar in werkelijkheid is het slechts een truc om Donald te doden. Thomas en James vertrokken met goud op de boot die door de vijanden was achtergelaten, maar James, die het gewicht van zijn moorden niet droeg, besloot zich te laten verdrinken, waardoor Thomas de enige overlevende was.

## Rolverdeling
| Acteur                | Personage        |
| --------------------- | ---------------- |
| Gerard Butler         | James Ducat      |
| Peter Mullan          | Thomas Marshall  |
| Emma King             | Mary             |
| Gary Lewis            | Kenny            |
| Connor Swindells      | Donald MacArthur |
| Ken Drury             | Duncan           |
| Gary Kane             | Gherd            |
| Søren Malling         | Locke            |
| Ólafur Darri Ólafsson | Boor             |
| Roderick Gilkison     | Galley Hand      |